# Irena Popławska
Irena Popławska (ur. 17 lutego 1924 we Lwowie, zm. 14 października 1995 w Łodzi) – polski historyk sztuki, historyk architektury łódzkiej, regionalista, publicysta, działacz społeczny, nauczyciel akademicki w Uniwersytecie Łódzkim i Politechnice Łódzkiej.

## Nauka i studia
Irena Popławska, z domu Jarzyńska, urodziła się we Lwowie w rodzinie inteligenckiej. Córka Edmunda Jarzyńskiego, autora książki Tajemnice starych kamienic, siostra łódzkiego fotografika Zbigniewa Jarzyńskiego.
Świadectwo dojrzałości uzyskała w 1945 w Liceum Ogólnokształcącym w Rzeszowie.
W 1946 rozpoczęła studia na kierunku historii sztuki w Uniwersytecie Łódzkim. Ukończyła je w 1952 z dyplomem magistra filozofii w zakresie historii sztuki.

## Praca zawodowa
Już w początkowym okresie studiów podjęła pracę związaną z kierunkiem zainteresowań naukowych. Przez rok pracowała w urzędzie wojewódzkiego konserwatora zabytków, uczestniczyła w tworzeniu ewidencji zabytków ruchomych i zabytków architektury na rozległym terenie ówczesnego województwa łódzkiego. Od podstaw poznawała problematykę działań konserwatorskich różnorodnych obiektów i przedmiotów zabytkowych rozproszonych na znacznym obszarze. W tym okresie istotny wpływ na ukierunkowanie późniejszych zainteresowań wywarł kontakt z zabytkami architektury. Dwuletni (1948-1950) okres pracy w Muzeum Sztuki w Łodzi pozwolił natomiast ówczesnej studentce poznać podstawy muzeologii oraz umożliwił bliską styczność z awangardową sztuką współczesną.

## Działalność naukowa
W 1951, jeszcze przed uzyskaniem dyplomu, podjęła pracę w Katedrze Historii Sztuki Uniwersytetu Łódzkiego, jako asystentka profesora Mieczysława Wallisa. Od 1956 asystent naukowo-techniczny w tejże katedrze. W latach następnych początkowo adiunkt w Instytucie Filozofii, potem w Zakładzie Historii Sztuki.
W 1966 uzyskała stopień naukowy doktora nauk humanistycznych na podstawie pracy Budownictwo przemysłowe Łodzi w XIX w. Promotorem pracy był prof. Mieczysław Wallis, a recenzentami – prof. Stanisław Herbst i prof. Adam Miłobędzki. Praca wydana drukiem w 1973.
Od 1966 dr Irena Popławska prowadziła wykłady i zajęcia z historii sztuki oraz z historii architektury na Uniwersytecie Łódzkim. W latach 1966–1974 pracowała ponadto jako wykładowca historii sztuki w Państwowej Wyższej Szkole Muzycznej.
W 1974 na prośbę doc. inż. arch. Jerzego Samujłło podjęła zajęcia na tworzonym przez niego kierunku architektury w Politechnice Łódzkiej. Początkowo były to zajęcia w wymiarze 1/2 etatu, wkrótce jednak, w 1978 problematyka tych zajęć obejmująca historię architektury, a więc zgodna z kierunkiem zainteresowań dr Ireny Popławskiej skłoniła ją do przejścia do pracy w Instytucie Architektury i Urbanistyki Politechniki Łódzkiej w wymiarze pełnego etatu na stanowisku adiunkta. Prócz tematyki prowadzonych zajęć na decyzję trwałego związania się z Instytutem Architektury i Urbanistyki Politechniki Łódzkiej wpłynęły niewątpliwie szczególne czynniki związane z okresem kształtowania się nowego kierunku, budowania programów i kompletowania kadry. Pracowała w PŁ do 1993.
W 1983 uzyskała stopień doktora habilitowanego nauk technicznych, nadany przez Radę Wydziału Architektury Politechniki Wrocławskiej.
W 1984 została powołana na stanowisko docenta. W tym samym roku powierzono Irenie Popławskiej funkcję zastępcy Dyrektora Instytutu do spraw dydaktycznych, którą pełniła przez dwie kolejne kadencje, do 1990, przyczyniając się do wzrostu poziomu kształcenia i doskonalenia programu studiów. W 1990 r. została mianowana profesorem nadzwyczajnym oraz wybrana do senatu Politechniki Łódzkiej jako reprezentant profesorów Wydziału Budownictwa i Architektury.
W związku ze wznowieniem na Uniwersytecie Łódzkim kierunku studiów z zakresu historii sztuki podjęła również zajęcia dydaktyczne na tym kierunku oraz aktywnie uczestniczyła w pracach organizacyjnych i w kształtowaniu programu studiów.
Związki z Uniwersytetem Łódzkim utrzymywała również we wcześniejszym okresie, prowadząc zajęcia z historii sztuki dla studentów etnografii.
Od uruchomienia w 1977 Podyplomowego Studium Turystyki przy Instytucie Geografii Ekonomicznej i Organizacji Przestrzeni UŁ aż do momentu zawieszenia jego działalności w 1991 prowadziła wykład „Wybrane zagadnienia z historii architektury i urbanistyki”.
Dorobek naukowy profesor Ireny Popławskiej związany był ściśle z architekturą przemysłowej Łodzi, począwszy od 1964, od pierwszych publikacji o tej tematyce. Były to prace dotyczące budownictwa domów robotniczych i domów rzemieślniczych w Łodzi. To prace o charakterze pionierskim nie tylko ze względu na rodzaj badanej struktury, rozwijały one też warsztat badawczy historyka sztuki, wykorzystując elementy analizy funkcjonalnej i architektoniczno-przestrzennej.
Dorobek naukowy prof. Ireny Popławskiej powstawał równolegle do jej pracy dydaktycznej. Dydaktykę traktowała Irena Popławska, jako podstawowy obowiązek nie szczędząc nigdy czasu na konsultacje związane z tematyką prowadzonych zajęć oraz na wnikliwe rozpatrywanie wszelkich spraw, z którymi studenci licznie zgłaszali się do niej w czasie sprawowania funkcji zastępcy Dyrektora Instytutu ds. Dydaktycznych.
W swej rozprawie doktorskiej podjęła, jako jedna z pierwszych badaczy, tematykę łódzkiej architektury przemysłowej. W owych latach była to działalność pionierska i prekursorska. Zwróciła ona uwagę środowiska historyków architektury na nie rozpoznaną dotychczas i całkowicie niedocenianą architekturę polskiego przemysłu oraz na swoisty fenomen gwałtownej urbanizacji Łodzi, związany z jej rozwojem w ostatniej ćwierci XIX w. Odkrywała i przybliżała Łódź jako jedno z ważniejszych centrów architektury ziem polskich, a ponadto zajmowała się tematem architektury przemysłowej – dotychczas w polskiej literaturze nie poruszanym, a w literaturze zachodnioeuropejskiej dopiero wówczas zaczynającym budzić zainteresowanie.
Profesor Irena Popławska propagowała architekturę mieszkaniową Łodzi, a przede wszystkim przemysłową także na międzynarodowych seminariach i konferencjach (Fryburg, Kopenhaga, Lyon, Wiedeń).
Przedmiotem badań Ireny Popławskiej stały się też wybrane rezydencje łódzkich przemysłowców, a w szczególności rezydencje występujące w związku przestrzennym z zabudową przemysłową i kształtujące łącznie większe założenia urbanistyczne, takie jak zespół fabryczno-rezydencjonalny Karola Scheiblera Księży Młyn oraz zespół fabryczno-rezydencjonalny Izraela Poznańskiego przy ul. Ogrodowej.

## Działalność pozazawodowa
Niezależnie od zajęć dydaktycznych i prac naukowych profesor Irena Popławska działała także w stowarzyszeniach naukowych. Od 1952 była członkiem Stowarzyszenia Historyków Sztuki. W ciągu paru kadencji była wiceprezesem Oddziału Łódzkiego, a w latach 1967–1973 członkiem Zarządu Głównego SHS.
W wielu konferencjach naukowych organizowanych przez to Stowarzyszenie wygłaszała referaty i brała udział w dyskusjach.
Była również czynnym członkiem międzynarodowego gremium „The Intemational Committee for Industrial Heritage” (TICIH). Z ramienia tegoż Komitetu na początku lat 90. XX w. przygotowała materiał naukowy do wniosku o wpisanie zespołu przemysłowo-rezydencjonalnego Księży Młyn w Łodzi na listę światowego dziedzictwa kulturowego UNESCO.

## Odznaczenia i wyróżnienia
- Nagroda Rady Naukowej przy Prezydencie m. Łodzi, 1975 r.
- Nagroda Generalnego Konserwatora Zabytków
- Odznaka „Zasłużony Działacz Kultury”
- Złoty Krzyż Zasługi
- Krzyż Kawalerski Orderu Odrodzenia Polski w 1983.
- Nagroda Ministra Szkolnictwa Wyższego i Techniki w 1984.
- Honorowa Odznaka Miasta Łodzi w 1987.
- Wielokrotnie otrzymywała nagrody Rektorów PŁ i UŁ za osiągnięcia w pracy naukowej i w działalności dydaktycznej.

## Niektóre publikacje i artykuły
Opublikowała około 50 artykułów i rozpraw. W jej dorobku naukowym przeważają prace dotyczące architektury Łodzi.
- Dawna Łódź w obrazach (1965),
- Informator o zabytkach Łodzi (1965) współautor Tadeusz Byczko.
- Architektura przemysłowa Łodzi w XIX wieku. Łódź 1973
- Architektura mieszkaniowa w Łodzi w XIX wieku (1992)
- Zgierz. Architektura na tle rozwoju przestrzennego miasta. [w:] Zgierz. Dzieje miasta. Praca zbior. pod red. Ryszarda Rosina. Łódź 1996

oraz cykl artykułów:
- Budownictwo domów robotniczych w Łodzi w II połowie XIX w. (1964),
- Budownictwo domów rzemieślniczych w Łodzi w pierwszej połowie XIX w. (1965),
- Architektura Łodzi ok. 1900 (1969),
- Pałac łódzkiego przemysłowca w drugiej połowie XIX w. współautorstwo (1969),
- Zespół fabryczno-rezydencjalny Księży Młyn w Łodzi (1972),
- Hilary Majewski – architekt łódzki (1973),
- Trzy pałace rodziny łódzkich przemysłowców (1980).
- Architektura Łodzi w dwudziestoleciu międzywojennym (1983),